# Jevohn Shepherd
Jevohn Shepherd (nacido el 8 de abril de 1986 en Toronto, Ontario) es un exjugador de baloncesto canadiense con nacionalidad jamaicana, que ocupaba la posición de alero. Actualmente ejerce como comentarista en una radio local de los partidos de Toronto Raptors, además de ser el manager general de los Ottawa BlackJacks desde su retirada.

## Trayectoria deportiva
Shepherd jugaría durante 4 temporadas en los Michigan Wolverines y tras no ser drafteado en 2009, daría el salto al baloncesto profesional en Canadá, en concreto, en las filas del Halifax Rainmen.
Al año siguiente daría el salto a Europa para jugar en la segunda división de Alemania, en las filas del GiroLive-Ballers Osnabrück. Más tarde, jugaría en los Skyliners Frankfurt y tras pasar por Rumanía, llegaría a Italia.
Jugaría durante 4 temporadas en Italia, cada una en un equipo diferente de la LEGA, en concreto en Fulgor Omegna, Barcellona, OpenjobMetis Varese y Victoria Libertas Pesaro.
En verano de 2016, llega a Bélgica para jugar en el Spirou Basket Club.
En junio de 2017, se compromete con el Élan Sportif Chalonnais de la Liga Nacional de Baloncesto de Francia.